# The Story of Us (Lied)
The Story of Us ist ein Lied der US-amerikanischen Sängerin Taylor Swift, das am 19. April 2011 als vierte Single aus ihrem sechs Monate zuvor erscheinenden dritten Album Speak Now veröffentlicht wurde.

## Text
Viele Taylor Swifts Fans glauben, dass das Lied von dem amerikanischen Schauspieler Taylor Lautner handelt, mit dem sie Ende 2009 eine kurze Affäre hatte.

## Kommerzieller Erfolg

### Chartplatzierungen
Das Lied erreichte Platz 41 der Billboard-Pop- (Hot 100) und Platz 3 der Billboard-Country-Charts.
| ChartsChartplatzierungen       | Höchstplatzierung | Wochen |
| ------------------------------ | ----------------- | ------ |
| Vereinigte Staaten (Billboard) | 42 (12 Wo.)       | 12     |

### Auszeichnungen für Musikverkäufe
| Land/Region                  | Auszeichnungen für Musikverkäufe (Land/Region, Auszeichnung, Verkäufe) | Verkäufe  |
| ---------------------------- | ---------------------------------------------------------------------- | --------- |
| Australien (ARIA)            | Platin                                                                 | 70.000    |
| Brasilien (PMB)              | Gold                                                                   | 30.000    |
| Neuseeland (RMNZ)            | Gold                                                                   | 15.000    |
| Vereinigte Staaten (RIAA)    | Platin                                                                 | 1.000.000 |
| Vereinigtes Königreich (BPI) | Silber                                                                 | 200.000   |
| Insgesamt                    | 1× Silber · 2× Gold · 2× Platin ·                                      | 1.315.000 |

Hauptartikel: Taylor Swift/Auszeichnungen für Musikverkäufe/Lieder